# Ramón Mateu Llevadot
Ramón Mateu Llevadot (Barcelona, 1958-Ibidem, 1 de febrero de 2020) fue un periodista español. Director de Radio Nacional de España en Cataluña (1996-1997), director del Grupo de Emisoras de Cataluña Radio (2009-2012) y director de la Corporación Catalana de Medios Audiovisuales (2010-2012).

## Biografía
Fue director del área de medios del Grupo Planeta, consejero delegado de Unión Ibérica de Radio y consejero delegado de la Agencia Catalana de Noticias. Entre 1997 y 1998 fue subdirector de Televisión Española en Cataluña. Entre 1996 y 1997 dirigió Radio Nacional de España en Cataluña.
Entre 2003 y 2010 fue delegado del Grupo Antena 3 en Cataluña y director general de Nuevos Proyectos de Uniprex, empresa de Antena 3 que gestiona las cadenas radiofónicas Onda Cero y Europa FM.
Anteriormente había sido director de Informativos de Onda Cero en Cataluña, gerente de la Asociación de Emisoras Municipales Emuca, director de Comunicación del Ayuntamiento de Tarragona. Mateu fue vicepresidente de la Asociación Española de Radio Comercial y secretario general de la Asociación Catalana de Radio Privada. Director del Grupo de Emisoras de Cataluña Radio (2009-2012) y jefe de redacción de Radio Juventud.También fue también Director de la Corporación Catalana de Medios Audiovisuales (2010-2012).

## Premios
- Premio Ondas a Cataluña Radio (2010), -dirigida por aquel entonces por Ramón Mateu-, por la cobertura informativa realizada con motivo de las nevadas de marzo del 2010.[7]